# Campionati mondiali giovanili di sollevamento pesi
I Campionati mondiali giovanili di sollevamento pesi (IWF Youth World Championships) sono le competizioni che assegnano i titoli mondiali giovanili, riservata alla fascia d'età dai 14 ai 17 anni, nello sport del sollevamento pesi. Organizzata dalla International Weightlifting Federation, la prima edizione (maschile e femminile) si disputò nel 2009.
Si sono disputate 12 edizioni della manifestazione. Nel 2025 la 13ª edizione della competizione si svolgerà nuovamente a Lima, in Perù. mentre nel 2026 si terrà a Buenos Aires, in Argentina.

## Titoli in palio
Ai mondiali giovanili dal 2019 vengono assegnati 20 titoli nel totale dell'esercizio (60 considerando anche le due specialità, lo strappo e lo slancio) in 10 categorie maschili e 10 femminili, sotto elencate. Rispetto ai senior e agli juniores variano soltanto i limiti di peso per categoria.
Categorie maschili
| Categoria            | Eventi         |
| -------------------- | -------------- |
| Pesi mosca           | Fino a 49 kg   |
| Pesi gallo           | Fino a 55 kg   |
| Pesi piuma           | Fino a 61 kg   |
| Pesi leggeri         | Fino a 67 kg   |
| Pesi medi            | Fino a 73 kg   |
| Pesi massimi leggeri | Fino a 81 kg   |
| Pesi mediomassimi    | Fino a 89 kg   |
| Pesi massimi primi   | Fino a 96 kg   |
| Pesi massimi         | Fino a 102 kg  |
| Pesi supermassimi    | Oltre i 102 kg |

Categorie femminili
| Categoria            | Eventi          |
| -------------------- | --------------- |
| Pesi mosca           | Fino a 40 kg    |
| Pesi gallo           | Fino a 45 kg    |
| Pesi piuma           | Fino a 49 kg    |
| Pesi leggeri         | Fino a 55 kg    |
| Pesi medi            | Fino a 59 kg    |
| Pesi massimi leggeri | Fino a 64 kg    |
| Pesi mediomassimi    | Fino a 71 kg    |
| Pesi massimi primi   | Fino a 76 kg    |
| Pesi massimi         | Fino a 81 kg    |
| Pesi supermassimi    | Oltre gli 81 kg |

Per la decisione dell'IWF del 3 dicembre 2024, a partire dal 1º giugno 2025 si tornano ad assegnare 16 titoli mondiali, 8 maschili e 8 femminili, con la riorganizzazione dei limiti di peso: le categorie escluse sono i pesi mosca e i pesi massimi primi, maschili e femminili.
Categorie maschili
| Categoria            | Eventi        |
| -------------------- | ------------- |
| Pesi gallo           | Fino a 56 kg  |
| Pesi piuma           | Fino a 60 kg  |
| Pesi leggeri         | Fino a 65 kg  |
| Pesi medi            | Fino a 71 kg  |
| Pesi massimi leggeri | Fino a 79 kg  |
| Pesi mediomassimi    | Fino a 88 kg  |
| Pesi massimi         | Fino a 98 kg  |
| Pesi supermassimi    | Oltre i 98 kg |

Categorie femminili
| Categoria            | Eventi        |
| -------------------- | ------------- |
| Pesi gallo           | Fino a 44 kg  |
| Pesi piuma           | Fino a 48 kg  |
| Pesi leggeri         | Fino a 53 kg  |
| Pesi medi            | Fino a 58 kg  |
| Pesi massimi leggeri | Fino a 63 kg  |
| Pesi mediomassimi    | Fino a 69 kg  |
| Pesi massimi         | Fino a 77 kg  |
| Pesi supermassimi    | Oltre i 77 kg |

## Edizioni
Di seguito si riportano le edizioni, maschili e femminili, finora svolte.
| N. | Anno | Date                 | Città e nazione ospitante | Disc. | Atleti | Naz. |
| -- | ---- | -------------------- | ------------------------- | ----- | ------ | ---- |
| 1  | 2009 |                      | Chiang Mai Thailandia     | 45    |        |      |
| 2  | 2011 |                      | Lima Perù                 | 45    |        |      |
| 3  | 2012 |                      | Košice Slovacchia         | 45    |        |      |
| 4  | 2013 |                      | Tashkent Uzbekistan       | 45    |        |      |
| 5  | 2015 |                      | Lima Perù                 | 45    |        |      |
| 6  | 2016 | 19–25 ottobre        | Penang Malaysia           | 45    |        |      |
| 7  | 2017 | 1°–11 aprile         | Bangkok Thailandia        | 48    | 424    | 49   |
| 8  | 2019 | 8–15 marzo           | Las Vegas Stati Uniti     | 60    | 183    | 44   |
| 9  | 2021 | 5–12 ottobre         | Gedda Arabia Saudita      | 60    | 221    | 50   |
| 10 | 2022 | 11–18 giugno         | León Messico              | 60    | 195    | 37   |
| 11 | 2023 | 25 marzo – 1º aprile | Durazzo Albania           | 60    | 268    | 57   |
| 12 | 2024 | 22–26 maggio         | Lima Perù                 | 60    |        |      |
| 13 | 2025 | 30 aprile – 5 maggio | Lima Perù                 | 60    |        |      |
| 14 | 2026 | da stabilire         | Buenos Aires Argentina    | 60    |        |      |